# Praxithea beckeri
Praxithea beckeri là một loài bọ cánh cứng trong họ Cerambycidae.